# Municipio de Fairfield (condado de Franklin)
El municipio de Fairfield (en inglés: Fairfield Township) es un municipio ubicado en el condado de Franklin en el estado estadounidense de Indiana. En el año 2010 tenía una población de 537 habitantes y una densidad poblacional de 13,13 personas por km².

## Geografía
El municipio de Fairfield se encuentra ubicado en las coordenadas 39°30′1″N 84°58′29″O / 39.50028, -84.97472. Según la Oficina del Censo de los Estados Unidos, el municipio tiene una superficie total de 40.9 km², de la cual 34,46 km² corresponden a tierra firme y (15,74 %) 6,44 km² es agua.

## Demografía
Según el censo de 2010, había 537 personas residiendo en el municipio de Fairfield. La densidad de población era de 13,13 hab./km². De los 537 habitantes, el municipio de Fairfield estaba compuesto por el 99,81 % blancos, el 0,19 % eran amerindios. Del total de la población el 1,12 % eran hispanos o latinos de cualquier raza.